# Isoperla bellona
Isoperla bellona är en bäcksländeart som beskrevs av Banks 1911. Isoperla bellona ingår i släktet Isoperla och familjen rovbäcksländor. Inga underarter finns listade i Catalogue of Life.